# Julio Astrada
Julio Absalón Astrada (1844-1923) fue un político argentino, diputado provincial y nacional, gobernador de la provincia de Córdoba.

## Biografía
Nació en 1844, hijo de Manuel Astrada y Clara Barreiro.
El 13 de noviembre de 1893 la Legislatura le aceptó la renuncia a Manuel D. Pizarro, y como el vicegobernador Astrada estaba fuera de la provincia, asumió interinamente el doctor Martín Ferreyra, presidente provisional del Senado.
Días más tarde juraba como gobernador de Córdoba Julio Astrada, ferviente partidario de la corriente roquista. La falta de continuidad de las administraciones y la crisis económica que era sobrellevada con grandes dificultades, impidieron una prolífica acción de gobierno.
El 22 de abril de 1894 apareció el diario Los Principios, prestigioso matutino editado durante casi un siglo (dejó de circular en 1982). Un hecho relevante fue la concreción del Hospital de Niños, el 20 de mayo de 1894, a instancias de la Sociedad de Beneficencia, siendo su primer director el doctor José A. Ortíz y Herrera.
Durante su Gobierno también se concretaron algunas obras viales.
A finales de 1894, otra vez se avecinaba el tiempo electoral, y más allá de las disputas internas en el Partido Autonomista Nacional y de la férrea opocición de los cívicos, el oficialismo se aprestaba a seguir al frente del Ejecutivo provincial.
El 17 de enero de 1895 la Asamblea Electoral cordobesa oficializó 
la fórmula integrada por José Figueroa Alcorta-José A. Ortíz y Herrera, quienes asumieron como gobernador y vice, respectivamente, el 17 de mayo de aquel año. 
A Julio Astrada se le atribuye el origen de la expresión popular "¡Hay que desensillar hasta que aclare!"  
Falleció el 6 de marzo de 1923 en Córdoba.
Se había casado con Angelina Carmona y Vélez. Sus hijos fueron Julio Alberto (casado con Enriqueta Mason), Justo Umberto (casado con Sara Ferreyra), María Angelina (casada con Enrique Ferreyra, hermano de la nombrada Sara Ferreyra), María Teresa (casada en primeras nupcias con Angel Novillo Linares y en segundas nupcias con Damián Fernández) y Carlos Alfredo (casado con Susana Vollenweider).
| Predecesor: Manuel D. Pizarro | Gobernador de Córdoba 1893-1895 | Sucesor: José Figueroa Alcorta |